# Mieczysław Habicht
Mieczysław Habicht, lub de Habicht (ur. 5 maja 1918 w Krakowie, zm. 11 lipca 1982 w Lanaken) – polski działacz katolicki działający  na emigracji, audytor Soboru watykańskiego II.

## Życiorys
Był synem Kazimierza Habichta (1868-1943) i Idy Adrianny Habicht, z d. Jakesch (1887-1966). Jego stryjem był Ernest Habicht, ciotką (siostrą ojca) Władysława Habicht, wujem Bronisław Jakesch. Miał dwoje rodzeństwa: przyrodniego brata Kazimierza (1904-1937) i siostrę Wandę, po mężu Bednarską (1925-2016). W 1949 poślubił Belgijkę Charlotte van Berckel (1922-2014).
W 1947 należał do założycieli Polskiego Katolickiego Stowarzyszenia Uniwersyteckiego "Veritas" oraz londyńskiej fundacji "Veritas", został sekretarzem tej fundacji. Od tego samego roku działał też w polskiej Akcji Katolickiej w Londynie, następnie w Pax Romana. W latach 1951-1962 był sekretarzem Konferencji Międzynarodowych Organizacji Katolickich (Conférence des Organisations Internationales Catholiques - OIC) z siedzibą we Fryburgu. W tej ostatniej roli należał do najważniejszych osób wtajemniczonych w antykomunistyczne działania Stolicy Apostolskiej. W 1963 został z nominacji Pawła VI jednym ze świeckich audytorów Soboru watykańskiego II (jako jeden z dwóch Polaków - obok Stefana Swieżawskiego), pełnił także funkcję delegata pozostałych audytorów świeckich. Brał udział w pracach podkomisji tzw. znaków czasu, która pracowała (jako jedna z ośmiu grup roboczych) nad tekstem schematu XIII stanowiącego podstawę dla późniejszej Konstytucji duszpasterskiej o Kościele w świecie współczesnym Gaudium et spes. W 1967 został jednym z dwóch podsekretarzy nowo powołanej Rady ds. Świeckich (razem z Rosemary Goldie). Pełnił tę funkcję do 1976. Od 1973 pracował też w Centralnym Komitecie Obchodów Roku Świętego 1975 w Rzymie. Od 1977 był świeckim konsultorem Papieskiej Rady ds. Świeckich. Jan Paweł II mianował go w 1980 konsultorem Papieskiej Komisji ds. Państwa Watykańskiego.
W 1976 został odznaczony Orderem Świętego Grzegorza Wielkiego.